# Vanand river
Vanand river (azerbajdzjanska: Vənənd Çayı) är ett vattendrag i Azerbajdzjan.   Det ligger i distriktet Nachitjevan, i den sydvästra delen av landet, 400 km väster om huvudstaden Baku.
Trakten runt Vanand river består i huvudsak av gräsmarker. Runt Vanand river är det ganska glesbefolkat, med 27 invånare per kvadratkilometer.